# Môi sinh

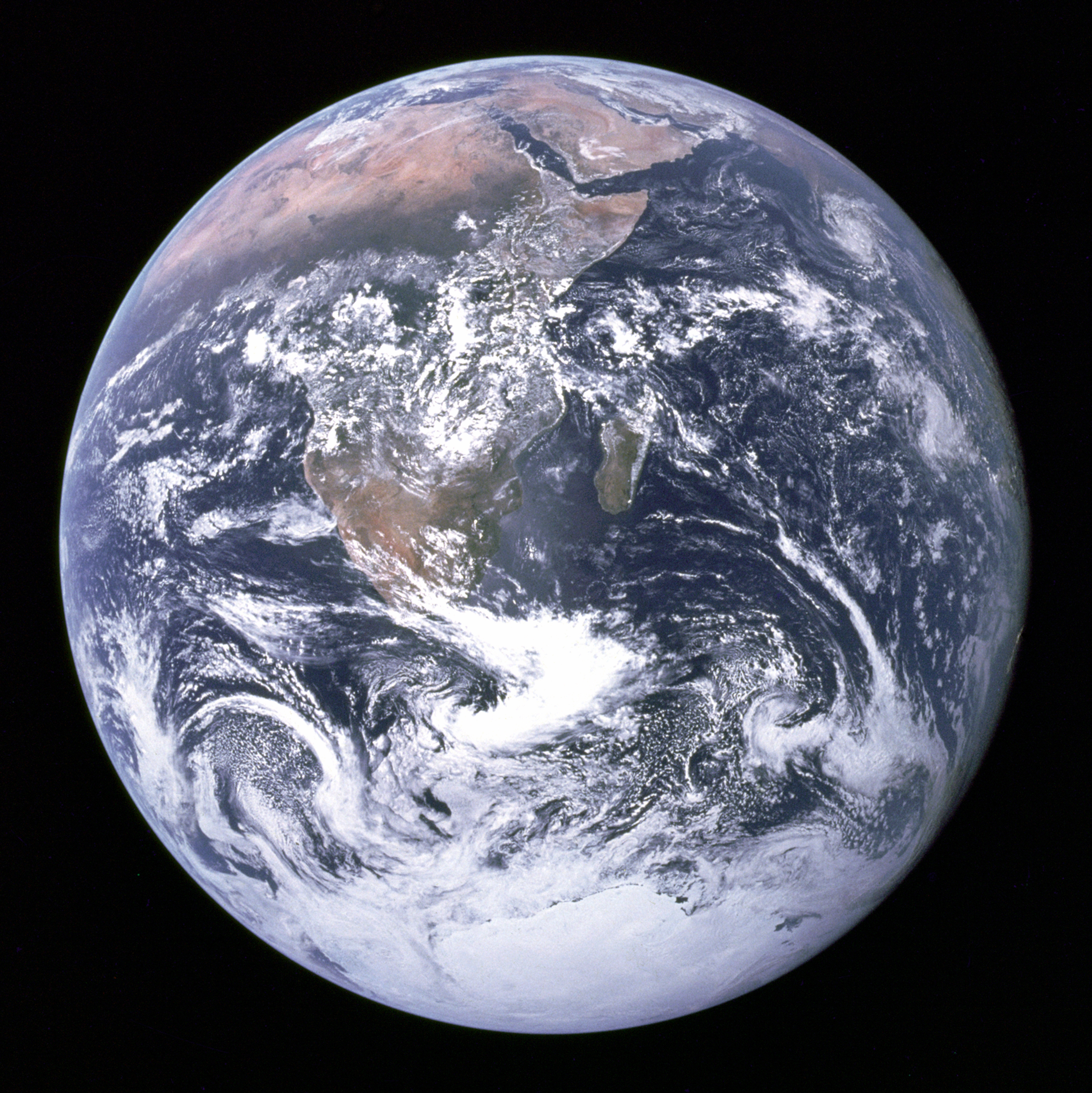
Trái Đất nhìn từ ngoài không gian trên phi vụ Apollo 17 của Hoa Kỳ

Môi sinh tức môi trường sống là tương quan và tương tác giữa một vật thể hoặc sinh vật trên Trái Đất và các điều kiện thiên nhiên như không khí, nguồn nước, lương thực. Môi trường sống bao gồm khí hậu, địa hình, tài nguyên, sinh vật khác và các yếu tố văn hóa, kinh tế trong trường hợp con người. Môi trường sống ảnh hưởng đến sự phát triển, hành vi và sự sống còn của các cá nhân và tập thể, đồng thời chịu tác động ngược lại từ hoạt động của họ (như biến đổi khí hậu).

## Thành phần trong khoa học môi sinh
Có thể nói khoa học môi sinh bao gồm cả bầu sinh quyển trong đó có nhiều hệ sinh thái. Ở trạng thái nguyên thủy, môi sinh thiên nhiên hoàn toàn vắng bóng con người. Sinh thái học (tiếng Anh: ecology) là một nhánh của khoa học môi sinh (environmental science).

## Phong trào bảo vệ môi sinh
Vì tác động của con người và nạn ô nhiễm, ý niệm bảo vệ môi sinh (tiếng Anh: environmentalism) được lưu tâm ở nhiều nơi từ cấp quốc gia đến quốc tế. Phong trào này muốn hạn chế ảnh hưởng của nhân loại trên môi trường thiên nhiên và đã tạo ra một tiếng nói đáng kể ngay cả trên thương trường và quan hệ ngoại giao. Hiệu ứng hâm nóng toàn cầu, vấn nạn ô nhiễm, và nguy cơ diệt chủng của các động vật hoang dã là những mối quan tâm chính của phong trào này. Kết quả là những đặc khu bảo tồn thiên nhiên, Công ước Kyoto (còn gọi là Nghị định thư Kyoto), nỗ lực giảm thiểu tiêu thụ năng lượng, và đầu tư vào các nguồn năng lượng tái tạo.

### Chính phủ
Ở Hoa Kỳ cấp liên bang có Cơ quan Bảo vệ Môi sinh Hoa Kỳ (tiếng Anh: United States Environmental Protection Agency, EPA) với trách nhiệm quản lý và ngăn ngừa các yếu tố gây hại đến môi trường sống. Nhiều tiểu bang cũng có những cơ cấu điều hành ở cấp địa phương với cùng một mục đích.
Ở Việt Nam ý thức về môi sinh đang dần phát triển và chính quyền cũng cố can thiệp hữu hiệu hơn.

### Tổ chức tư nhân
Nhiều công ty ở các quốc gia phát triển nhìn nhận môi sinh là một phần cơ bản trong tổ chức hoạt động.

### Môi sinh và tôn giáo
Một số tôn giáo lớn trên thế giới đã lên tiếng, coi môi sinh là một phần trong cuộc sống đạo đức.

## Liên kết
- Bộ môi sinh tiểu bang Washington, trang tiếng Việt Lưu trữ ngày 3 tháng 11 năm 2010 tại Wayback Machine
- Công ty điện lực Nam California và quyết tâm bảo vệ môi sinh, trang tiếng Việt Lưu trữ ngày 20 tháng 10 năm 2010 tại Wayback Machine